# Festuca korabensis
Festuca korabensis  (лат.) — вид однодольных растений рода Овсяница (Festuca) семейства Злаки (Poaceae). Впервые описан в качестве разновидности Festuca violacea var. korabensis Jáv. ex Markgr.-Dann.basionym; описан как отдельный вид ботаником Ингеборг Маркграф-Данненберг в 1978 году.

## Распространение
Известен с востока Албании и из Северной Македонии.

## Ботаническое описание
Гемикриптофит. Многолетнее растение.
Листья нитевидные, продольно сложенные.
Соцветие — продолговатая метёлка с опушённой в верхней части осью, плотная, длиной 3—5 см; состоит из продолговатых одноцветковых колосков.
Плод — эллипсоидная зерновка.